# Sergiusz II (papież)
Sergiusz II, (ur. w Rzymie ok. 785–795, zm. 27 stycznia 847) – papież w okresie od stycznia 844 do 27 stycznia 847.

## Życiorys
Był Rzymianinem, synem Marynusa, z arystokratycznej rodziny zamieszkałej w czwartym regionie Rzymu (Regio IV) w okolicach Via Sacra lub Alta Semita, a jego bliskim krewnym był Stefan IV. Późniejsza tradycja identyfikowała go jako członka rodu Colonna, ale podanie to należy odrzucić, gdyż ród Colonna dopiero na przełomie XI i XII wieku wyodrębnił się z latyńskiego rodu hrabiów Tuskulum, który przed X stuleciem nie należał do grona rzymskiej arystokracji miejskiej.
Po śmierci Grzegorza IV, przez aklamację ogłoszono papieżem Jana VIII, podczas gdy prawowicie wybranym został Sergiusz II, kandydat arystokracji i wyższych sfer kościelnych, którego konsekrowano w trybie natychmiastowym bez czekania na zgodę dworu. Wywołało to złość Lotara I, który uznał taki czyn za pogwałcenie konstytucji rzymskiej z 824 roku i wysłał ekspedycję karną w celu złupienia Państwa Kościelnego, na czele z wicekrólem Italii Ludwikiem II i arcybiskupem Drogonem z Metz.
15 czerwca 844 Sergiusz II ukoronował Ludwika II, syna Lotara, na króla Lombardii. Został także zmuszony do zaakceptowania faktu, że wybór papieża musi być dokonany i zatwierdzony tylko w obecności przedstawiciela cesarskiego, lecz odmówił on złożenia deklaracji posłuszeństwa.
Podczas pontyfikatu Sergiusza II, w sierpniu 846 r., Rzym został zniszczony przez Saracenów, którzy zaatakowali także Ostię i Porto, a bazyliki św. Piotra i św. Pawła zostały splądrowane. Papież w dużym stopniu odbudował Rzym, dzięki zbiórce datków.
Sergiusz II odnowił akwedukt Marcjana i powiększył bazylikę św. Jana na Lateranie.
Za jego panowania rozpowszechniła się symonia.